# Venables
Venables foi uma antiga comuna francesa na região administrativa da Normandia, no departamento de Eure. Estendia-se por uma área de 14,94 km². Em 2010 a comuna tinha 1 824 habitantes (densidade: 122,1 hab./km²).
Em 1 de janeiro de 2017, passou a formar parte da nova comuna de Les Trois Lacs.